# Карло Черезоли
Карло Черезоли (на италиански: Carlo Ceresoli) роден на 14 юни 1910 г. е бивш италиански футболен вратар и треньор. Шампион на Италия през 1937 и 1939 г., световен шампион с националния отбор през 1938 г. и носител на Копа Италия през 1942 г.